# Rhachisphora fijiensis
Rhachisphora fijiensis là một loài côn trùng cánh nửa trong họ Aleyrodidae, phân họ Aleyrodinae.
Rhachisphora fijiensis được Kotinsky miêu tả khoa học đầu tiên năm 1907.